# Ландшафтная карта
Ландшафтная карта — специальная карта, которая представляет собой графические результаты изучения природных территориальных комплексов (ПТК) — ландшафтов разных категорий и любого таксономического ранга.

## Типы
По содержанию среди ландшафтных карт выделяют общенаучные и тематические (прикладные) карты. Первые дают представление о морфологических особенностях изучаемой территории, качественных и количественных характеристиках. Вторые, в том числе констатационные, оценочные и прогнозные, предназначены для решения вопросов практического характера.

## Применение
Подобные карты используются для решения задач науки и производства. Изучение материалов ландшафтных карт позволяет получить представление о закономерностях пространственной дифференциации природной среды.
Ландшафтные карты применяются в работах по комплексным территориальным планировкам и охране окружающей среды. Кроме того, такие карты используются при изучении компонентов природной среды дистанционными методами, согласования отраслевых карт.

## Масштаб
Ландшафтные карты создаются в разных масштабах: крупных, средних и мелких. Мелкомасштабное картографирование ведется камеральным методом. При среднемасштабном возрастает детальность проработки, требующая полевых исследований и наблюдений. Крупномасштабное картографирование ограничено по площади и ведется методами сплошной полевой съемки, ландшафтного профилирования и обработки результатов стационарного наблюдения.